# Rob Tetzlaff
Robert Paul "Rob" Tetzlaff (13 de novembro de 1935 — 27 de setembro de 2012) foi um ciclista olímpico estadunidense. Tetzlaff representou sua nação em dois eventos nos Jogos Olímpicos de Verão de 1960.